# Kaart (cartografie)

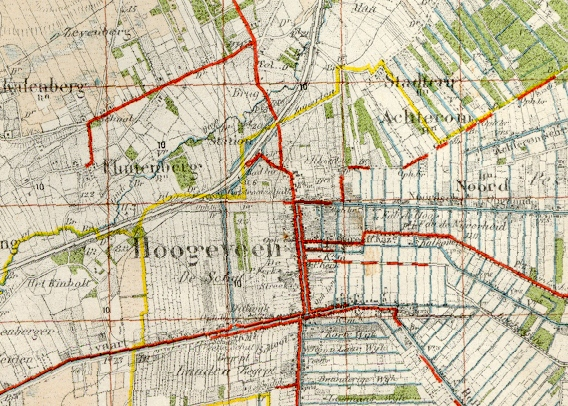
Topografische kaart rond Hoogeveen uit 1914

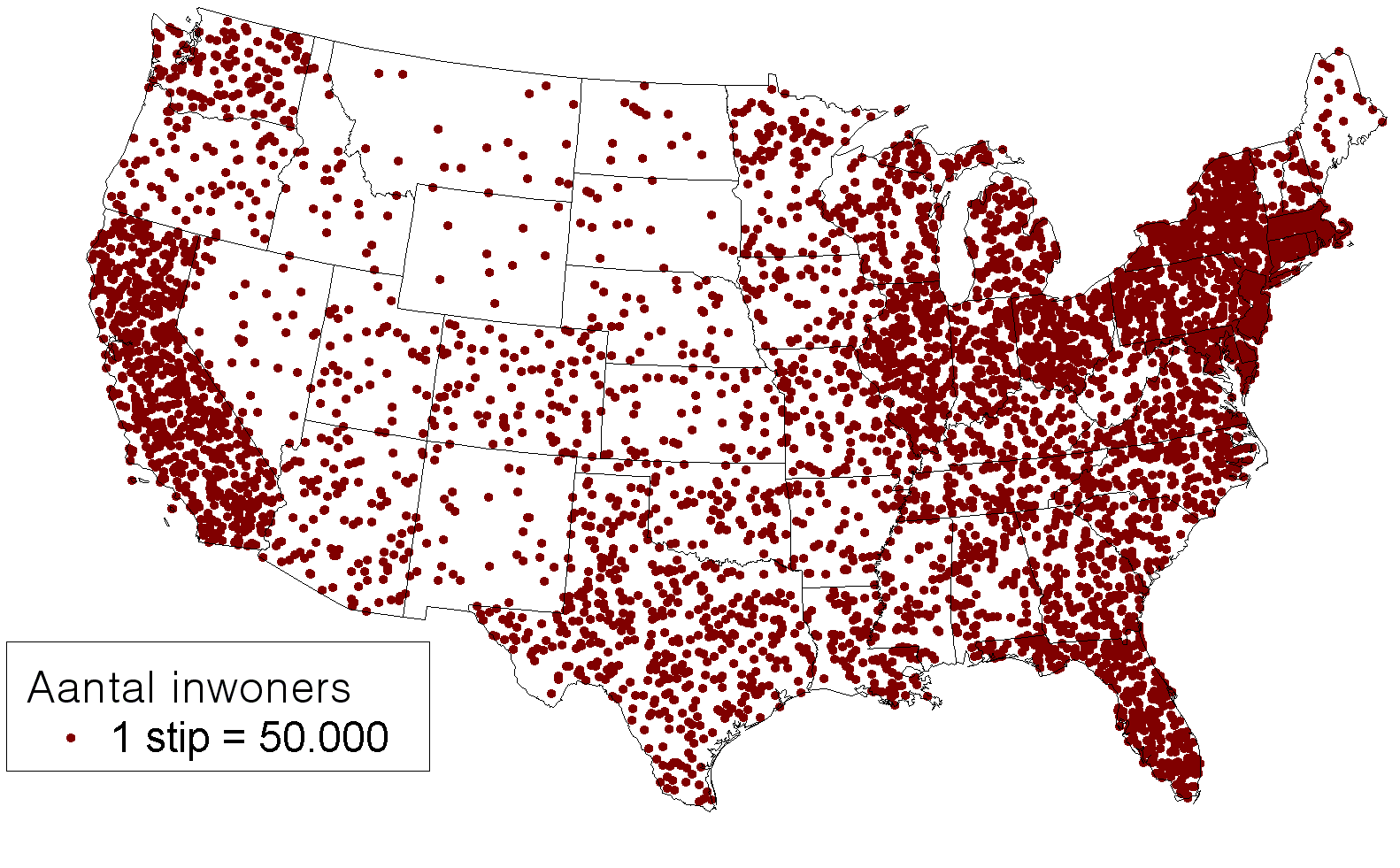
Thematische kaart en wel de stippenkaart. Het gaat niet om de topografie, maar om een thema, in dit geval de spreiding van inwoners.

Een kaart is een gemodelleerde weergave van het aardoppervlak, van land en water. Traditioneel zijn kaarten statisch, maar in toenemende mate zijn ze een digitaal systeem, waarbij bijvoorbeeld inzoomen niet alleen maar vergroten betekent, maar ook meer details weergeven, en waarbij vaak ook keuzes mogelijk zijn van welke informatie wordt weergegeven op de kaart (selectie van kaartlagen). 
Een kaart is meestal een geografische weergave, soms schematisch. Een uitgebreid wegennetwerk, zoals van een heel land, wordt in zijn geheel, in een bruikbare kaartschaal, weergegeven op een (grote) (land)kaart. Een deel van zo'n kaart wordt in vaktaal een blad genoemd, in de volksmond meestal kaart. Zijn de bladen in een boek gebundeld, dan heet dat een atlas. Waterkaarten verschillen van landkaarten door de nadruk te leggen op waterwegen.
Nauwkeurige en betrouwbare (cartografische) landkaarten en waterkaarten, gebaseerd op luchtfoto's en GPS-volgsystemen worden onder andere in navigatiesystemen gebruikt. Via GIS-applicaties kan dynamisch op geo-informatie (nodig voor digitale kaarten) worden ingezoomd.
De kaartschaal kan worden weergegeven als een lengtemaat of in een verhouding zoals 1:25.000. Als gevolg van in- of uitzoomen op een digitale kaart verandert deze waarde, die op het beeldscherm kan worden getoond.

## Geschiedenis
De oudste ons overgeleverde kaart, met daarop een rivierdal tussen twee heuvels, staat op een Babylonisch kleitablet van 7,6 cm × 6,8 cm, gevonden in 1930 bij Ga-Sur, in de buurt van het huidige Kirkoek. De begeleidende tekst in spijkerschrift geeft een verklaring van de kaart en beschrijft een stuk land van 354 iku (12n hectare) toebehorend aan een persoon met de naam Azala. De meeste wetenschappers dateren de tablet in de 25e tot 24e eeuw v.Chr. Onder de Griekse astronoom Claudius Ptolemaeus bereikte de cartografie van de klassieke oudheid een hoogtepunt bij zijn Geographia, een gids voor het maken van kaarten. Uit de Romeinse tijd hebben we de Tabula Peutingeriana.
Er zijn door de eeuwen heen om praktische redenen steeds nieuwe kaartprojecties bedacht.

## Soorten kaarten
Kaarten worden in verschillende vormen gepresenteerd.

### Topografische en thematische kaarten

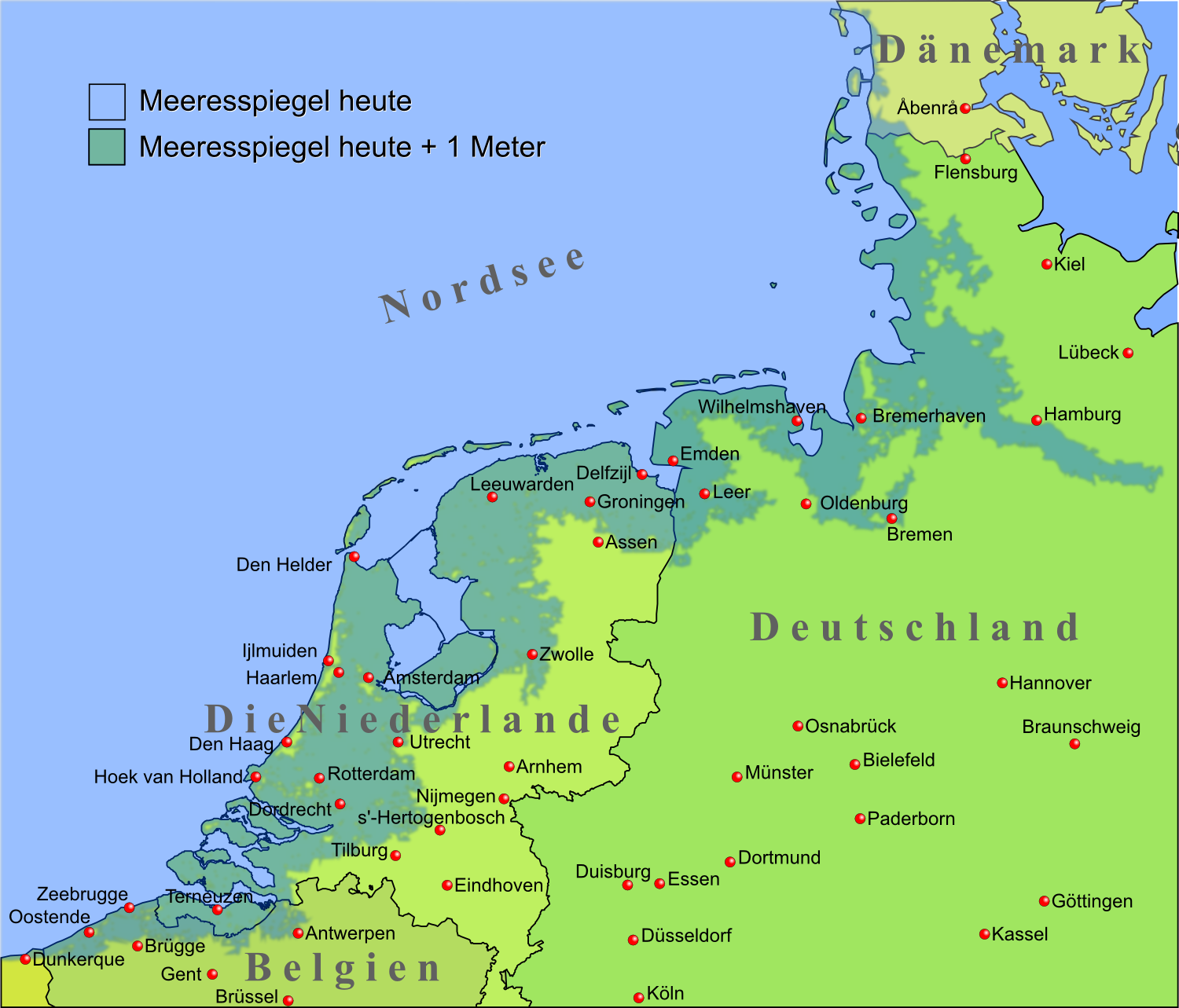
Thematische kaart: Hoogteligging Noordzeegebied van Nederland en Duitsland

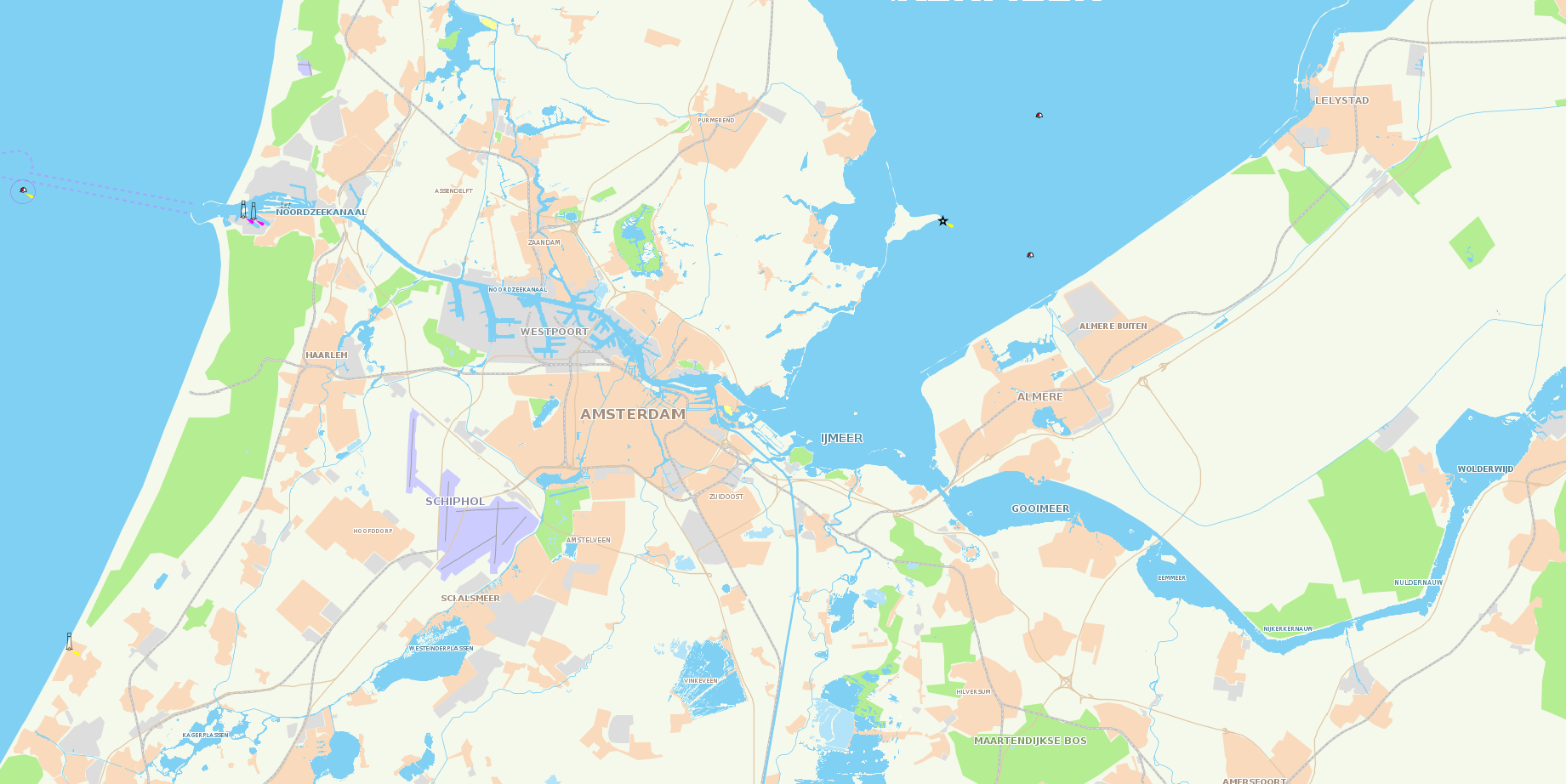
Topografische waterkaart

Naar wat afgebeeld is, worden kaarten onderverdeeld in:
- topografische kaarten
- thematische kaarten

Er zijn verschillende soorten thematische kaarten: stippenkaart, figuratieve kaart, choropleet, chorochromatische kaart, isolijnenkaart, een ruimtelijk model, een cartogram en een bewegingskaart. Deze worden alle toegelicht (voor wat betreft de definitie en wanneer te gebruiken) bij de thematische kaart.

### Geografische en schematische kaarten

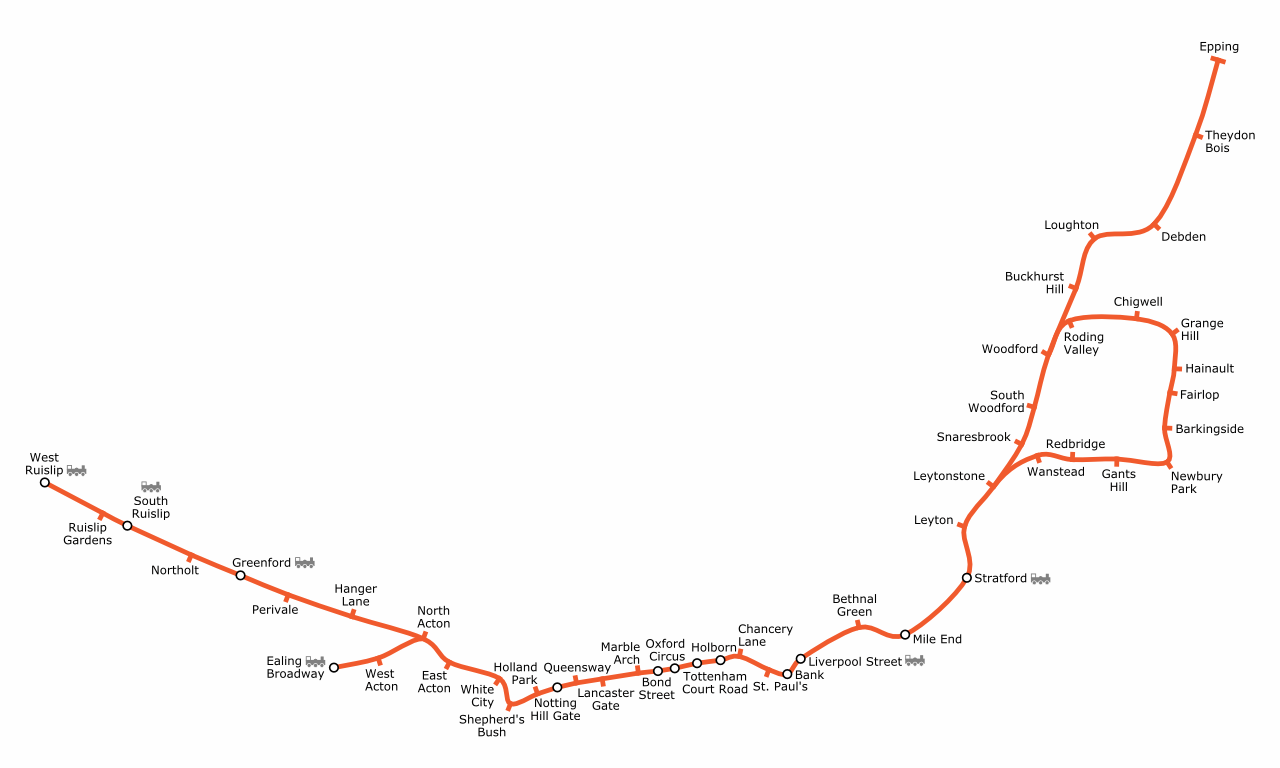
Geografische kaart: de Central Line van de Metro van Londen. Omdat er geen omgevingsinformatie wordt gegeven, had de kaart beter schematisch gemaakt kunnen worden, zodat stations op gelijke afstand van elkaar, en op één lijn zouden liggen.

Kaarten (zowel thematische als topografische) kunnen ook worden onderverdeeld in:
- schematische kaarten en
- geografische kaarten.

Een geografische kaart is een getrouwe afbeelding van een geografisch gebied op een plat vlak. De afstanden, hoeken en de onderlinge ligging van objecten worden bepaald door de gekozen projectie en de schaal. Aan bijvoorbeeld zeekaarten worden hoge eisen gesteld qua de positienauwkeurigheid en de nauwkeurigheid in het algemeen aangezien de veilige navigatie hiervan afhankelijk is.
Bepaalde kaartelementen zoals wegen en gebouwen kunnen overdreven groot weergegeven worden om ze beter zichtbaar te maken terwijl details zoals kleine bochten van wegen, rivieren en andere kleine terreinelementen juist door generalisering weggelaten worden.
Bij een schematische kaart ligt de nadruk minder op de juistheid van de afbeelding van een gebied. Aan aspecten als verhoudingen, afstanden en onderlinge ligging worden concessies gedaan omwille van een bepaald gebruik, of om bepaalde informatie effectief over te brengen zonder dat men belang of aandacht heeft voor bepaalde geografische details. Een nadeel is dat niet meer gemeten kan worden in de kaart, of dat de onderlinge ligging van punten niet meer juist is. Bochten in wegen verdwijnen, kromme lijnen worden rechte lijnen. Omwille van het gekozen doel en gebruik zijn deze concessies minder relevant. Een schematische kaart wordt daardoor beperkt in zijn gebruik. Omdat er geen sprake meer is van een uniforme projectie van een geografisch gebied is deze kaart moeilijker in samenhang met andere kaarten in een GIS-systeem als geografische ondergrond te combineren.
Een bekende schematische kaart is de kaart van de Metro van Londen, in 1931 ontwikkeld en uitgegeven door Harry Beck. De Londense metrokaart op basis van die eerste opzet wordt nog steeds geactualiseerd. De kleuren op de kaart zijn een eigen leven gaan leiden. De afzonderlijke lijnen zijn duidelijk te onderscheiden op de kaart en herkenbaar in de metrostations waardoor het reizen en overstappen een kwestie is van kleur herkennen. Deze kaartvorm is in de tijd daarna door andere exploitanten van openbaar vervoer overgenomen.
In Nederland is een bekende schematische kaart de gele spoorkaart van NS die op elk station te zien is naast de gele vertrekstaten.
In deze voorbeelden van schematische kaarten uit de transportwereld staat het aangeven van relaties tussen punten (transportverbindingen) centraal. De geografisch juiste ligging en de onderlinge afstand van punten zijn hier van minder belang. Soms wordt de dimensie afstand zelfs vervangen door reistijd.

### Grootschalige en kleinschalige kaarten
Een derde tweedeling van kaarten is op schaal:
- kleinschalig – schaal groter dan 1:100.000, bijvoorbeeld 1:300.000. Dat is Nederland op posterformaat, alles is zeer klein afgebeeld.
- grootschalig – schaal kleiner dan 1:100.000, bijvoorbeeld 1:1.000. Dat is een woonwijk op posterformaat, alles is zeer groot afgebeeld.

De drempel gesteld op 1:10.000 is arbitrair, maar gangbaar. Soms spreekt men over middelschalige kaarten, tussen 1:10.000 en 1:100.000 in.
Het onderscheid - is een kaart groot- of kleinschalig - is zeer essentieel, omdat uit deze kaarten niet dezelfde soort conclusies en even exacte metingen over ligging en afstanden kunnen worden afgeleid.
Grootschalige kaarten worden meestal gebruikt binnen technische en juridisch-administratieve context, zoals bij het (weg- en groen-) beheer en kadastrale toepassingen. Kleinschalige kaarten worden veeleer voor beleidsmatige en natuurwetenschappelijke toepassingen gebruikt, van nationaal tot mondiaal niveau.
Bij kleinschalige kaarten is veel sterker sprake van generalisatie dan bij grootschalige kaarten. Grootschalige kaarten zijn vrijwel per definitie bedoeld om er exacte afstanden op af te kunnen meten, opdat het plannen van woonwijken / vernieuwingen en het beheer (assetmanagement / gemeentelijk groenbeheer) zonder problemen kunnen worden uitgevoerd. Kleinschalige kaarten worden soms (automatisch met een GIS) gegenereerd uit (grenzen uit of onderdelen van) een grootschalige kaart. Wanneer dergelijke kaarten met elkaar gecombineerd worden zijn interpretatiefouten te verwachten. In de twee in deze paragraaf genoemde voorbeelden zou het zo kunnen zijn dat een Nederlandse woonwijk, in een Nederlands grensdorp, goed gekarteerd op schaal 1:1000, in het buitenland valt (beter gezegd: volgens de kaart lijkt te vallen), omdat bij de kleinschalige kaart de grens sterk gegeneraliseerd is. (zie ook hieronder, onder het kopje generalisatie)'.
Voorbeelden van (topografische) grootschalige kaarten zijn:
- GBKN; de Grootschalige Basiskaart Nederland, van gemeenten en het Landelijk Samenwerkingsverband GBKN, schaal 1:500 tot 1:5000, afhankelijk van het soort gebied (respectievelijk stedelijk of landelijk)
- Top10NL van het ZBO Kadaster, schaal 1:10.000
- Kadastrale kaart van het ZBO Kadaster
- Basisbeheerkaart van Spoorbeheerder ProRail, schaal 1:1000.

Bij kleinschalige kaarten is - afhankelijk van het gebied, de grootte en het doel van de kaart - belangrijk om een goede kaartprojectie te kiezen, aangezien dit sterk van invloed is op oppervlakten, hoeken en verhoudingen tussen de landen.

## Kaartvervaardiging
De basisgegevens voor een kaart bestaan tegenwoordig uit geo-informatie. Deze moeten eerst zijn ingewonnen, waarna (zie ook: Restitutietoestel) ze verwerkt worden tot informatie bestemd voor de doelgroep.
Onderverdeling
De kaart zelf bestaat uit
- vlakken / vlaksymbolen, zoals bosgebieden, heide en meren.
- lijn(symbol)en, zoals rivieren, hoogtelijnen en wegen.
- punt(symbol)en, zoals campings, steden.
- annotatie of labels en teksten, zoals toponiemen (topografische namen van gebieden/plaatsen).
- referentieaanduiding, zoals een coördinatengrid met bijbehorende index of aanduiding.

Een kaartgebruiker wil weten welk geografisch gebied wordt afgebeeld, hoe de kaart is georiënteerd en wat er op wordt afgebeeld. Hij kan dit afleiden uit meta-informatie:
- titel;
  - de geografische aanduiding, het gebied dat de kaart beslaat;
  - schaalaanduiding en eventueel de breedte waarop deze van toepassing is;;
  - eventueel de geodetische datum van de kaart;
  - eventueel de gebruikte projectie;
  - gegevens over de oorsprong: de maker, moment van samenstelling, ouderdom van opgenomen informatie e.d.
- oriëntatie: kaartnoorden, kilometergrid en/ of graadnet;
- legenda met de betekenis van gebruikte symbolen en kleuren;

Kwaliteit
Een kaart is goed wanneer de gepresenteerde informatie juist is, wanneer de informatie goed wordt ontsloten en de informatie beantwoordt aan een verondersteld doel voor een bepaalde doelgroep.
Er is een Wikibook over geo-visualisatie met theorie en tips.
Vierkleurenstelling
Volgens de wiskundige theorie van de vierkleurenstelling hoeft een landkaart slechts uit vier kleuren te bestaan, indien er geen sprake is van enclaves. De theorie bewijst dat op dergelijke kaarten geen van de aangrenzende landen dezelfde kleur hoeven te krijgen.

## Karteringstechnieken en kaartinterpretatie
Bij de kaartvervaardiging is veel gebruikgemaakt van generalisatie- en exaggeratie technieken, zoals eerder gezegd, vooral bij kleinschalige kaarten. Dat is gedaan om de kaarten duidelijk en zo goedkoop mogelijk te maken. Bij het interpreteren van een kaart dient hier dan ook rekening mee te houden.
Exaggeratie 
- Vergroting van objecten – Bijvoorbeeld kleine eilanden worden groter om toch zichtbaar te zijn, of wegen worden breder gemaakt dan verhoudingsgewijs zou moeten.

Generalisatie is onder te verdelen in:
- Vereenvoudigen van objecten – Bijvoorbeeld kleinere bochten worden uit wegen en rivieren gehaald.
- Samenvoegen van objecten. – Bijvoorbeeld huizen met een losstaande schuur worden als één vlak getekend.
- Weglaten van objecten. – Bijvoorbeeld kleinere rivieren/beken/wegen kunnen nu eenmaal niet op elke schaal altijd nog getekend worden.
- Verplaatsen van objecten. – Bijvoorbeeld bij een brede weg of knooppunt kunnen (buitengrenzen van) huizen en bebouwde kommen verplaatst worden van de weg af.
- Selectie van objecten. – Bijvoorbeeld: niet alle bergtoppen worden ingetekend.
- Semantiek en classificatie van objecten. – Bijvoorbeeld: wat de cartograaf een huis noemt, of een bebouwde kom, ruïne of een rivier, noemt de lezer van de kaart - of een andere cartograaf - respectievelijk een schuur, een aantal huizen, kasteel of een (verwaarloosbare, niet te tekenen) beek. Ruïnes en kastelen worden op een andere kaart misschien onder één legendaeenheid 'toeristische punten' geschaard.

De mate van deze generalisatie is uiteraard sterk afhankelijk van de schaal: bij een grootschalige kaart wordt veelal gepoogd genoemde effecten te minimaliseren. Het resultaat is meestal een heldere kaart, zeker wanneer de kaartmaken de gebruiker en het gebruik goed heeft ingeschat. Bij kleinschalige kaarten is het probleem ernstiger, tenminste, als de gebruiker van de kaart het bestaan of het effect van generalisatie niet kent. Het gaat bijvoorbeeld fout wanneer iemand op basis van een kleinschalige wegenkaart van Nederland (schaal 1:250.000) uitspraken doet als: "bij de derde straat rechts"; alleen bij een 'TomTom' of een Shell-wegenatlas (bij beide betreft het grootschalige kaarten) zijn dergelijke uitspraken waarschijnlijk wél goed.
Voor meer informatie over ruimtelijke gegevensmodellering: zie Geo-informatie.

## Beeldschermcartografie
Beeldschermcartografie is de naam voor de cartografie(regels) die gebezigd zouden moeten worden wanneer met een (web-)GIS-toepassing wordt gewerkt. Zoals hierboven een aantal keren eerder genoemd, zijn er dan andere regels bij het maken van die kaart/GIS; een gebruiker heeft immers de mogelijkheid om de schaal aan te passen, lagen en annotaties (labels) toe te voegen, en dergelijke. De duidelijkheid van het beeld dat zo wordt gegenereerd wordt daardoor deels overgelaten aan de cliënt/gebruiker van de applicatie. Dat betekent dat de cartograaf zich hier bewust van moet zijn. Een voorbeeld is dat deze werkt met schaaldrempels; grootschalige kaartlagen kunnen dan alleen worden aangezet als ver genoeg is ingezoomd. Andersom dient de cliënt/gebruiker zich ervan bewust te zijn dat hij - en niet alleen de applicatie - de kaart zelf maakt. De kennis verschuift dus voor een deel van de cartograaf naar de (GIS) gebruiker. Gelijktijdig dient de cartograaf meer/andere kennis te hebben dan de 'conventionele' cartograaf. Deze manier 'kaartproductie' is dynamischer, maar heeft als nadeel dat niet altijd de juiste conclusies worden getrokken doordat er vaak te weinig aandacht is voor goede kaartvervaardigingsaspecten als bron, legenda, actualiteit, combineerbaarheid van verschillende schalen, generalisatie en dergelijke. De GIS-specialist die de kaart ter beschikking stelt en de gebruiker dienen dus bij voorkeur over enige cartografische kennis te beschikken.
Geografische visualisatie is een breder begrip dan beeldschermcartografie.

## Detailkaart
Het kan dat van twee kaarten een het deel van het gebied van de andere kaart bestrijkt en beide kaarten naast elkaar worden getoond of de kaart van het kleinere gebied in een leeg deel van de kaart met het grotere gebied. Het kan daarbij dat in de kaart met het kleine gebied meer details zichtbaar worden toegevoegd, dus dat dat een detailkaart is. Dit in tegenstelling tot een herkadrering, waarop niet meer details staan, maar details door de uitvergroting wel beter zichtbaar worden.

## Afstandsbepaling
Een apparaat om de af te leggen afstand op een kaart te meten heet een curvimeter. Om te kunnen zijn hoe groot een afstand op de kaart is, staat er een schaal, die zijn vaak ingedeeld op meter of mijl, zeekaarten hebben een schaal ingedeeld op zeemijl.